# NGC 3462
NGC 3462 ist eine Linsenförmige Galaxie vom Hubble-Typ S0 und Sternbild Löwe auf der Ekliptik. Sie ist schätzungsweise 283 Millionen Lichtjahre von der Milchstraße entfernt und hat einen Durchmesser von etwa 145.000 Lichtjahren.
Im selben Himmelsareal befinden sich u. a. die Galaxien NGC 3436, NGC 3441, IC 658.
Die Typ-Ia-Supernova SN 2012cy wurde hier beobachtet.
Das Objekt wurde am 23. Januar 1784 von William Herschel entdeckt.